# Borboroides atra
Borboroides atra är en tvåvingeart som beskrevs av Malloch 1925. Borboroides atra ingår i släktet Borboroides och familjen myllflugor. Inga underarter finns listade i Catalogue of Life.